# ماه کاغذی (فیلم)
ماه کاغذی (انگلیسی: Paper Moon) فیلمی در ژانر کمدی-درام به کارگردانی پیتر باگدانوویچ است که در سال ۱۹۷۳ منتشر شد.

## بازیگران
- رایان اونیل
- تاتوم اونیل
- مدلین کان
- جان هیلرمن
- رندی کواید
- نوبل ویلینگهام
- باب یانگ
- اد رید
- کن هیوز